# Polychasmina
Polychasmina es un género de foraminífero bentónico de la subfamilia Cuneatinae, de la familia Hormosinidae, de la superfamilia Hormosinoidea, del suborden Hormosinina y del orden Lituolida. Su especie tipo es Polychasmina pawpawensis. Su rango cronoestratigráfico abarca el Albiense superior (Cretácico inferior).

## Discusión
Clasificaciones previas incluían Polychasmina en la subfamilia Cuneatinae y en el Suborden suborden Textulariina del orden Textulariida o en el orden Lituolida sin diferenciar el suborden Hormosinina.

## Clasificación
Polychasmina incluye a las siguientes especies:
- Polychasmina pawpawensis